# Gottlieb Ernst Klausen
Gottlieb Ernst Klausen (* 6. September 1762 in Karlum; † 21. Januar 1851 in Altona) war ein dänischer Lehrer, Dichter und Übersetzer.

## Leben und Wirken als Lehrer
Gottlieb Ernst Klausen war der Sohn eines Pastors, sein Bruder war Henrik Georg Clausen, der spätere Stiftspropst und Hauptprediger der Frauenkirche in Kopenhagen. Er studierte Philologie an der Universität Kiel und ging anschließend an das Christianeum. Hier arbeitete er ab 1786 als Subrektor, seit 1789 als Konrektor und übernahm 1794 die Ämter des Professors und Rektors. Klausen lehrte bis zu seinem 79. Lebensjahr. Seit 1829 trug er den Dannebrogorden und wurde 1842 zum Etatrat ernannt.
Gottlieb Ernst Klausen heiratete 1805 Amalie Juliane (* 1781 in Eutin; † 11. April 1849 in Altona), eine Tochter des Kieler Theologen und Hochschullehrers Jacob Christoph Rudolph Eckermann. Aus der Ehe ging der Sohn Rudolf Heinrich Klausen hervor.

## Wirken als Dichter und Übersetzer
Neben der Tätigkeit als Lehrer verfasste Klausen Gedichte und Reden, die bei festlichen Anlässen vorgetragen wurden. Inhaltlich befassten sich die Werke oftmals mit geschichtlichen Ereignissen. Zahlreiche seiner Gedichte vertonte er selbst. Die Gedichte widmete er unter anderem Johann Jakob Dusch, Paul Christian Henrici, Jacob Struve, Friedrich Gottlieb Klopstock, Heinrich Wilhelm von Gerstenberg und Caspar Siegfried Gähler. Weitere Gedichte schrieb er für Christian VII. und Friedrich VI. an deren Geburtstagen. Anlässlich der Neueröffnung des Hamburger Waisenhauses dichtete Klausen 1794 einen Gesang. Ein weiteres Gedicht anlässlich der Jahrfeier des „Museum“ im Jahr 1801 vertonte Friedrich Adam Hiller.
Klausen galt als überzeugter Däne und veröffentlichte 1817 ein umfangreiches Buch mit dem Titel Nordische Harfentöne oder gnomische Blumenlese aus dänischen Dichtern. Anlässlich seines 50. Dienstjubiläums im Jahr 1835 gab er Gesammelte Gedichte und Vorträge in gebundener und ungebundener Rede heraus. Diese aus zwei Bänden bestehende Sammlung umfasste neben Gedichten auch andere Lyrik sowie Reden, die er gehalten hatte. Zudem übersetzte Klausen zahlreiche Gedichte aus dem Dänischen ins Deutsche.